# 外道 (バンド)
外道（げどう）は、日本のロックバンド。1973年にデビュー、1976年に解散。その後、再結成＆解散や名義変更＆メンバーチェンジを繰り返し、2023年の現在も活動中。当初はミッキー・カーチスがプロデュースし、1975年にはジェフ・ベックとも共演した。

## メンバー（主要人物のみ）
- 加納秀人（ボーカル、ギター）

外道の中心メンバー。The Mを脱退後、自分の音楽をバンドに反映させたいという考えの元、外道を結成。
- 青木正行（ボーカル、ベース）

オリジナルメンバー。元トゥー・マッチ（TOO MUCH)。普段のMCを勤めた。1981年に脱退。故人。
- 中野良一（ボーカル、ドラムス）

オリジナルメンバー。2002年から2004年にかけてのオリジナル名義での外道に再加入。シングル『悪魔のベイビー』のボーカルを務める。
- 松本慎二（ボーカル、ベース）

2002年の外道復活の際に新規加入。その後、2010年の活動再開時も引き続きベースを担当。
- そうる透（ボーカル、ドラムス）

1991年「Gedo」〜「加納秀人with外道」の際に加入。その後、2010年より再加入。

## 来歴
- 1973年 - 8月4日の白樺湖音楽祭でライブデビュー。同年10月『にっぽん賛歌』でシングルデビュー。
- 1974年 - 1stアルバム『外道』、シングル『ビュン・ビュン』をリリース。
8月8日、「郡山ワンステップフェスティバル」[2]に出演。この模様がNHKアーカイブスにて放映される。
9月　町田市民音楽祭に出演、警察署の隣に特設ステージを設けライブを行い、この模様の一部がTV放映される。[3]
- 1975年 - 1月1日　アメリカ・ハワイの「サンシャインヘッド・ロックフェスティバル」に出演。日本初のアメリカでのロックフェス出演バンドになる。
2ndアルバム『ライブ・イン・サウンド・オブ・ハワイ・スタジオ』、3rdアルバム『JUST GEDO』、4thアルバム『拾得LIVE』、3rdシングル『ハイビスカス・レディー』をリリース。
7月　後楽園サマー・フェスティバル[4]に出演。
8月　「ワールドロックフェスティバル・イーストランド」[5]名古屋、仙台公演に出演。ジェフ・ベック（仙台公演は病欠）、ニューヨーク・ドールズ等と共演。同年秋、事務所を離れる。
- 1976年 - 1月渡米、帰国後はライブハウスでの活動が中心となる。
9月　町田祭で突然の解散発表。
10月16日　日比谷野外音楽堂「ロッキード・ヘヴィ・コンサート」[6]に出演、実質的な解散ライブとなる。
- 1979年 - 加納秀人のソロアルバム『エレクトリック・ウズ』に青木正行、中野良一が参加したのをきっかけに再び集結、ライブ活動を再開。
- 1980年 - 正式に再結成。通算5枚目のアルバム『POWER CUT』を発表。横須賀米軍基地にて復活ライブを行う。
- 1981年 - 芝増上寺でワンマンコンサート。7月、渋谷公会堂でのRCサクセションとのジョイントコンサートの直前、ベースの青木正行が突然の脱退。
- 1982年 - 新ベーシスト（Rod "B" Super＝Rodney Drummer）を迎え『Mooning』を発表するも、加納がソロ活動を再開。外道は自然消滅した。
- 1991年 - 7月　加納秀人が関谷聡(Key)とそうる透(Dr)とGedoの名義で活動を再開。アルバム『One two』をメルダックからリリース。このアルバムは角松敏生が全面プロデュースし、同アルバムに収録された『龍神 〜空に舞う』はテレビ朝日'91ル・マン24時間レースのテーマソングにタイアップされる。
- 1993年 -  Gedo改め「加納秀人with外道」、アルバム『DIE FOR YOU』をリリース。
- 1995年 - 「疾風伝説 特攻の拓」（佐木飛朗斗  原作）のイメージアルバム『疾風列伝 特攻の拓〜野生の天使たち〜』（「加納秀人with外道」名義）を発表。
- 2002年 - オリジナルメンバーの中野良一(Dr)、新加入の松本慎二(Bs)を迎え、オリジナル名義としての「外道」の活動を再開する。
11月　ユニバーサルミュージック/MUSIC OF THE SPHERE・ハガクレレコードより未発表2CD『水金地火木土天回明 〜外道・秘蔵音源集 その壱』『水金地火木土天回明 〜外道・秘蔵音源集 その弐』をリリース。
12月　“ROCK LEGENDS COUNT DOWN”東京厚生年金会館に出演。
- 2003年 - 4月　“WORLD PEACE NOW CONCERT”日比谷野音に出演。
6月　初のベスト盤『ベスト外道』を発表、初台DOORSにてレコ発ライブ。沖縄 ピースフルラブ・ロックフェスティバル に出演。
7月　『狂熱の町田ポリス'74』『京都拾得-完全版-』『野音狂のアロハ』の3タイトルを同時リリース。苗場フジロックフェスティバル'03に出演。
9月　21年ぶりの新作『NφW』を発表。京都拾得でレコ発ワンマンライブ。シングル『I CAN SHOUT, I CAN FIGHT 〜宇宙からの叫びIII〜 』を同時リリース。京大西部講堂での『外道京都仏滅祭』がスペースシャワーTV でライブ生中継される。
10月　横浜赤レンガパーク野外特設ステージにて『横浜外道大安祭』。初のトリビュートアルバム『外道 TRIBUTE ゲゲゲの外道讃歌』[7]がリリースされる。
11月　『実録ヒットマン 北海の虎 -望郷-』サウンドトラック、『最後の曼茶羅屋根裏伝説'76』『1976 さよならニッポン』の3タイトルを同時リリース。
12月　テリー伊藤 の『音楽転がし』（テレビ東京）に出演。長崎、広島で行われた『冬季原爆慰霊祭』に出演。
- 2004年 - 4月　町田プレイハウスで『外道封印ライブ』、オリジナル名義の「外道」再び封印。記念ソロシングル3部作『On my Own』他を発表。
7月　初のDVD『Video 外道』をリリース。“HARD ROCK SUMMIT”渋谷AXに出演し、封印解除するが、同年9月外道解散。
- 2010年 - 加納秀人、そうる透、松本慎二の布陣で活動を再開する。吉祥寺GBでのイベント「レジェンド・ロッカーズ Vol.1」の出演を皮切りに、外道関西ツアー（神戸チキンジョージ、大阪SOMA等）各地で精力的にライブ活動。
11月　NHK-BS2「ロック誕生　ニッポンROCK40年」に加納秀人出演、外道が出演した郡山ワンステップフェスティバルの模様がオンエアされる。
神戸、大阪、名古屋にて伝説のROCK対決「外道vs 頭脳警察」、JAPAN ROCK LEGEND WEEK等。
- 2011年 - 4月　「東北関東大震災　EARTHQUAKE AID！」
6月　外道LIVE in 金沢「ULTRA DYNAMIC STROLLON ,vol 3甦れ日本！」
7月　「AOMORI ROCK FESTIVAL`11 夏の魔物」
10月 「Mt, ENA Rock FESTIVAL 2011」等、各地のフェスティバルに参加。
11月　外道VS 山口冨士夫バンド（吉祥寺GB）。
- 2012年 - 5月　ライブアルバム『いつものところでブルースを〜LIVE IN CROCODILE』をリリース。レコ発ツアー（名古屋.京都.大阪.東京）、外道 VSファニー・カンパニー
- 2013年 - 結成40周年ライブ。11月6日にデビュー40周年記念アルバム『魂の叫び』（KICS-1979）発売。40周年記念グッズ発売。レコ発ツアー。
- 2015年 - 1月7日にキングレコードより『Rocking The BLUES』発売。このアルバムはゲスト（エルトン永田、金子マリ、PANTA、ROLLY）を迎え収録されている。
- 2018年-テイチクエンタテインメントより外道参上（2枚組CD）発売。
- 2022年11月　来年の結成50周年に向けて公式ホームページ・YouTube公式チャンネルを開設
- 2023年8月 - 外道結成50周年・加納秀人音楽活動55周年記念作品『外道50th Anniversary』BOX発売。
- 2023年9月 - 外道結成50周年・加納秀人音楽活動55周年記念「外道コンサート＠EXシアター」。

## バンド〜エピソード
- バンド名の「外道」は、加納が警官に「この外道!」と叫ばれたことから命名された。
- ステージ衣装に着物、ステージに鳥居、万歳三唱、三三七拍子などのパフォーマンスがうけ、暴走族に絶大な支持を得た。
- ファンは暴走族（当時の名称はサーキット族）だったため、ライブには暴走族が駆けつけ、ライブの出演拒否が相次いだ。
- 1974年には町田市警察署の隣で町田市民音楽祭に出演、実行委員会からの猛クレームをよそに「おまわりさん楽しいですかー？」とふざけたMCを披露した（クレームの原因は騒音。この様子は「狂熱の町田ポリス'74」のDisc2に収められている。曲の演奏中に実行委員会のクレームがはっきり聞き取れる）。
- 1981年4月23日、新日本プロレスの蔵前国技館での興行で外人レスラーの入場テーマ曲の生演奏を担当した事がある。藤波辰巳対カネック戦ではカネックの入場時に『Who Who Who』、初代タイガーマスク×ダイナマイトキッド戦ではダイナマイトキッドの入場曲で『乞食のパーティー』、アントニオ猪木対スタン・ハンセン戦ではハンセンの入場時に『What a Bitch』各曲をインストゥルメンタルで演奏した[8]。
- 最初の活動期間は精力的なライヴ・サーキットに明け暮れ、アルバムのほぼすべてをライヴ録音で発表するという異色の活動を行っていた（スタジオ録音のアルバムは『Just Gedo』のみ）。
- 東京12チャンネル（現テレビ東京）で彼らの特集番組のプロデュースを手がけたのが田原総一朗である。
- 影響を受けた著名人で有名なのは佐木飛朗斗、ファンキー末吉、松本孝弘[9]等である。

## ディスコグラフィー

### シングル
1. にっぽん讃歌 / 桜花（1973年10月/トリオ）
2. ビュン・ビュン / 逃げるな（1974年/ショーボート/トリオ）
3. ハイビスカス・レディー / 乞食のパーティー（1975年/ショーボート/トリオ）
4. 悪魔のベイビー / 何かをつかむだけ（1975年7月/ショーボート/トリオ）「良ちゃん」名義
5. WHO WHO WHO / WHAT A BITCH（1981年/日本コロムビア）
6. ムーンライト・ロリータ / 龍神 〜空に舞う（1991年9月21日/メルダック）
7. I CAN SHOUT, I CAN FIGHT 〜宇宙からの叫びIII〜 / I CAN SHOUT,I CAN FIGHT〜宇宙からの叫びIII〜（Instrumental）/
天国への道（Dope Instrumental）/ 悪夢のベイビー（LIVE）（2003年9月26日/Sony Music Associated Records）
8. 「On my Own」　On my my / 淋しすぎる夜　-加納秀人（2004年4月21日/Sony Music Associated Records）
9. 「Nothing Face」　天使 / お前に　-中野良一（2004年4月21日/Sony Music Associated Records）
10. 「BANZAI 外道」　BANZAI 外道 / 平成讃歌　-松本慎二（2004年4月21日/Sony Music Associated Records）

### アルバム
1. 外道（1974年9月20日/ショーボート）
2. 外道ライブ・イン・サウンド・オブ・ハワイ・スタジオ（1975年4月1日/ショーボート）
3. JUST GEDO（1975年6月/ショーボート）
4. 拾得LIVE（1975年11月/ショーボート）
5. POWER CUT（1981年4月/日本コロムビア）
6. Mooning（1982年/日本コロムビア）
7. 外道LIVE 〜未発表・解散コンサート1976.10.16（1991年4月/メルダック）
8. One, Two（1991年7月21日/メルダック）「Gedo」名義
9. DIE FOR YOU（1993年/ポリドール）「加納秀人 with 外道」名義
10. 疾風列伝 特攻の拓〜野生の天使たち〜（1995年/ポリドール）「加納秀人 with 外道」名義
11. 外道SINGLES(1973-1975)（1998年/ショーボート）
12. 水金地火木土天回明 〜外道・秘蔵音源集 その壱（2002年11月30日/ユニバーサルミュージック/ハガクレレコード）
13. 水金地火木土天回明 〜外道・秘蔵音源集 その弐（2002年11月30日/ユニバーサルミュージック/ハガクレレコード）
14. ベスト外道（2003年7月24日/Sony Music Associated Records）
15. 狂熱の町田ポリス'74（2003年7月24日/Sony Music Associated Records）
16. 京都拾得-完全版-（2003年7月24日/Sony Music Associated Records）
17. 1975 -野音狂のアロハ-（2003年7月24日/Sony Music Associated Records）
18. NφW（2003年9月26日/Sony Music Associated Records）
19. 1976 さよならニッポン（2003年11月27日/Sony Music Associated Records）
20. 最期の曼荼羅屋根裏伝説 '76（2003年11月27日/Sony Music Associated Records）
21. 実録ヒットマン 北海の虎 -望郷- ORIGINAL SOUNDTRACK（2003年11月27日/Sony Music Associated Records）
22. いつものところでブルースを〜LIVE IN CROCODILE（2012年5月23日/ディスクユニオン）
23. 魂の叫び（2013年11月6日/キングレコード）
24. Rocking The BLUES（2015年1月7日/キングレコード）
25. 外道参上（2018年10月17日/テイチクエンタテインメント）
26. 1974 One Step Festival（2019年3月6日/SUPER FUJI DISCS）
27. 『外道 50th Anniversary』BOX（2023年8月16日/テイチクエンタテインメント）

### トリビュート・アルバム
- 外道 TRIBUTE 〜ゲゲゲのGEDO讃歌〜（2003年10月29日/Sony Music Associated Records）

### VIDEO
- 日本ロック映像全集 Vol.3 [VHS]オムニバス（1994年12月8日/リットー・ミュージック）

### DVD
- Video 外道（2004年7月7日/Sony Music Associated Records）